# Лекторий

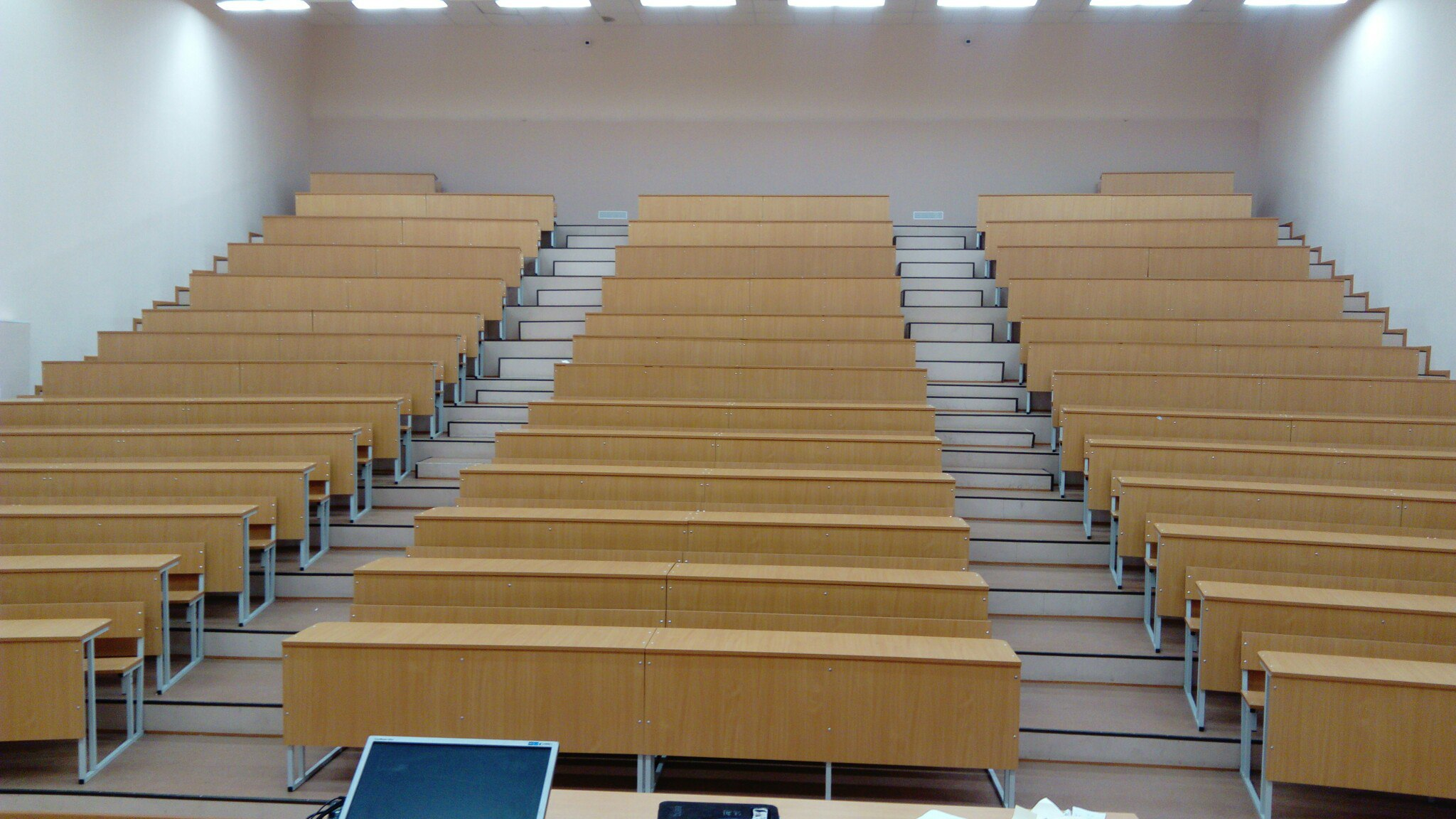
Лекторий в ВШТЭ

Лекторий (лат. lectorium) — помещение для лекций. В старинных католических церквях — род деревянной возвышенной кафедры или трибуны, на которой во время богослужения читались Евангелие и апостольские послания. Такая трибуна помещалась на краю невысокой деревянной загородки, отделявшей от остальных частей храма четырёхугольное пространство перед главным алтарём — хор, — предназначенное для клириков и хора певцов. Лектории появились в Италии в XI веке, в Германии и во Франции — несколько позже. Чаще всего лекториумы встречаются в церквях позднероманской и готической эпох.
В дальнейшем в церковной архитектуре закрепились иные наименования: кафедра, из греческой формы «катѐдра» (греч. καθέδρα — кресло, трон), амвон, леттнер, пульпит (от лат. pulpitum — помост, подмостки), а слово «лекторий» стали использовать исключительно в светском значении.